# 宗姓
宗姓在中国并不是一个常见的姓氏，但也是中国较为古老的姓氏之一。在《百家姓》中排第176位。

## 分布
宗姓源出多头，先秦时期宗姓已在今河南南阳、安徽庐江、四川渠县、河南淮阳、淇县以及山东淄博一带落籍，如：《左传》中陈国的宗竖，卫国的宗鲁，齐大夫宗楼。汉代，河南南阳宗氏是当时名门望族，不但人丁兴旺，而且名家辈出，如：五官中郎将宗伯，河内太守宗均（宗伯子），辽东太守宗京（宗均族兄），司隶校尉宗意（宗京子），汉司空宗俱（宗意孙），汝南太守宗资（宗均孙），宗资子宗承字世林以及从事历法研究的宗绀、宗诚。东汉以后，宗姓在陕西西安落籍，并以此为跳板繁衍播迁到今甘肃陇西、兰州一带。三国时，河南南阳宗预因入仕而进入四川，蜀亡后，又徙居洛阳。两晋时，已有宗姓落籍到了山西介休。河南南阳宗氏历魏晋南北朝而不衰，如：宜都太守宗承，及其后代宗繇之、宗炳、宗夬、宗愨、宗测、宗懔等。隋唐间南阳宗姓徙于蒲州河东（今山西永济），如：唐宰相宗楚客曾祖宗丕，为后梁南弘农太守，南阳人，梁亡入隋后居蒲州河东。唐末五代时宗泽八世祖，由南阳迁于浙江义乌，此际宗姓已广布于黄河中下游诸省，并有在今北京、天津一带定居者。宋代以后，宗姓之发展重心渐移到了今江苏、江西、浙江、安徽等地，后来的夷族入侵则导致了他们逃亡于今福建、广东、广西等省区。明初，山西宗姓作为洪洞大槐树迁民姓氏之一，被分迁于今河南、湖南、湖北、山东、河北等地。清一代，宗姓在全国分布愈广，并有山东等地之宗姓入居东北三省。 如今，宗姓在全国分布较广，尤以浙江、江苏、山东、安徽、江西、河北等地多此姓。

## 郡望
南阳郡：秦代设置，治所在宛县（故城在今河南南阳）。
京兆郡：即首都直辖区。汉武帝时改右内史置京兆尹，为“三辅”之首。治所在长安（今陕西省西安市北）。三国魏时置京兆郡名。 　　
彭城郡：指今江苏徐州。传尧封彭祖于此，为大彭氏国。秦置彭城县。西汉后期一度以楚国为彭城郡。东汉建彭城国。以后或为彭城郡，或为徐州，均治彭城。彭城县于元初撤销，并入州治。

## 堂号
忠简堂: 宋抗金名将宗泽，文武全才，抗金战争中屡战皆捷。他前后向朝廷奏本要求回京收复失地，被奸臣压抑，未达到目的，忧愤而死。谥忠简。 
安西堂：后魏宗政珍孙，官安西将军、光禄大夫。孝昌时为都督，讨平乐汾州叛贼。 
堂号还有：“河东”、“希晦”、“京兆”、“碧山”、“南阳”、“松柏”、“新柳”、“忠诚”、“含香”、“忠简”等。 

## 延伸阅读
[在维基数据编辑]
 《百家姓》
 《欽定古今圖書集成·明倫彙編·氏族典·宗姓部》，出自陈梦雷《古今圖書集成》